# Pangasius mahakamensis
Pangasius mahakamensis és una espècie de peix de la família dels pangàsids i de l'ordre dels siluriformes.

## Morfologia
Els mascles poden assolir els 18,2 cm de llargària total.

## Alimentació
Menja principalment insectes i fruits petits.

## Distribució geogràfica
Es troba a Àsia: Indonèsia.